# Sant Esteve de Talau
Sant Esteve de Talau és l'església parroquial del poble nord-català de Talau, a la comarca del Conflent, pertanyent a la comuna d'Aiguatèbia i Talau.
Està situada en un petit nucli de quatre cases, a penes, en el vessant sud-oriental del Pic de l'Home, al sector més oriental del terme comunal, proper al límit amb Orellà.

## Història
El lloc de Talau (villa Talatio) és esmentat en el cartulari de Sant Andreu d'Eixalada, de l'any 874-875, i, com totes les possessions d'Eixalada, passà a Sant Miquel de Cuixà quan aquell monestir desaparegué sota les aigües de la Tet, cosa que van confirmar diverses butlles papals. El que més tard va ser terme de Talau rebia per nom, a l'edat mitjana, la Vall del Feu, que comprenia Talau, Toèvol, Moncles, els Plans, Cabrils, Serramitjana, Trapa, Ocenys i Turol. Més tard, el 968, el lloc de Talau apareix en una butlla del Papa Joan XIII. La primera notícia de l'església de Sant Esteve és del 1011, quan el papa Sergi IV confirmà a Sant Miquel de Cuixà la seva possessió.
El 1402 ja era fusionada la parròquia de Sant Esteve de Talau amb la de Sant Miquel dels Plans. El segle xvii, Sant Miquel ja no tenia capellà propi, i per als serveis depenia del rector de Codalet o del d'Aiguatèbia (que consta que hi oficià el 1617 i el 1631); aquesta situació, però canvià posteriorment: al 17 de desembre del 1700 foren nomenats rectors per a Talau i els Plans; el 1721 es nomenà Pere Lacreu capellà dels Plans i del seu annex Sant Esteve de Talau, i el 1768 Josep Gallarde esdevenia titular de Talau i del seu annex de Sant Miquel dels Plans. A començaments del segle xx, a causa del descens de població, tota la vall era responsabilitat espiritual del rector d'Aiguatèbia.

## L'edifici
És una petita església romànica d'una sola nau capçada a llevant per un absis semicircular, tot d'aspecte massís. Al centre de l'absis hi ha una finestra de doble esqueixada. La part occidental de l'església ha quedat tapada per una casa que es construí en aquest lloc. La porta és a la façana de migdia, dessota d'un campanar d'espadanya de dos ulls. La coberta de la nau és de volta de canó de perfil apuntat, com també és apuntat l'arc presbiterial. El conjunt és datable en el segle xiii, dins d'un romànic tardà.

## Mobiliari
A l'església hi ha una pica baptismal que actualment no conserva el peu sobre el qual s'assentava. Un bossell simple ressegueix els perímetres inferior i superior, mentre que el cos de la pica és creuat per altres bossells paral·lels al biaix. Tot i els efectes de l'erosió, es pot situar clarament dins del romànic.
Un altre element romànic conservat és una talla d'un Crist, o Majestat, de fusta policromada, amb unes faccions molt peculiars: ulls oberts i nas estret i llarg. Data de la primera meitat del segle xiii, i té elements comuns amb el Crist de Serdinyà.
La porta conserva també la ferramenta original romànica.